# Bushwick Bill
Bushwick Bill, nom de scène de Richard Shaw, né le 8 décembre 1966 à Kingston en Jamaïque et mort le 9 juin 2019 à Houston,, est un rappeur et acteur jamaïcain, membre des Geto Boys.
Il se différencie des autres rappeurs de par son nanisme et d'un œil manquant, perdu en 1991 lors d'une altercation avec sa petite amie.

## Biographie
Bushwick Bill est né à Kingston en Jamaïque mais sa famille déménage à Brooklyn aux États-Unis alors qu'il est enfant. Bushwick Bill participe à l'album The Chronic de Dr. Dre. Il apparaît dans la vidéo de Dre Day aux côtés d'Eazy E, et au titre Stranded on Death Row joué par Kurupt de Tha Dogg Pound, RBX, Lady of Rage, et Snoop Dogg. Son album No Surrender… No Retreat, publié en 1998, est consacré à son ami Gil Epstein, tué à Houston, au Texas, en 1996. Bushwick Bill a perdu un œil à la suite d'une dispute avec sa petite amie qui lui a tiré dans l'œil (légitime défense).
Bushwick Bill participe également à la première saison de la série Martin.
En 2009, il publie un album de hip-hop chrétien chez Much Luvv Records.
En 2010, Bushwick Bill est arrêté à Atlanta en possession de cocaïne et de cannabis. N'étant pas citoyen américain, il est menacé d'expulsion du territoire. La justice lui accorde finalement un sursis et l'autorise à rester sur le territoire américain.
En juin 2013, Bushwick Bill se lance en tournée avec les Geto Boys et termine un nouvel album, qu'il espère publier durant l'été la même année. Aucune nouvelle n'est donnée depuis.
Bushwick Bill décède le 9 juin 2019 d'un cancer du pancréas de phase 4 qui n'a pu être diagnostiqué que tardivement (février 2019), cancer qu'il a révélé publiquement.

## Discographie
- 1992 : Little Big Man
- 1995 : Phantom of the Rapra
- 1998 : No Surrender… No Retreat
- 2001 : Universal Small Souljah
- 2005 : Gutta Mixx
- 2010 : My Testimony of Redemption

## Filmographie
- 1993 : Martin (série TV) : Trey (saison 1 – épisode 24)
- 1993 : Who's the Man? de Ted Demme
- 1996 : Original Gangstas
- 1997 : Night Vision